# Yên Trường
Yên Trường là một xã thuộc huyện Yên Định, tỉnh Thanh Hóa, Việt Nam.

## Địa lý
Xã Yên Trường nằm ở phía tây huyện Yên Định, có vị trí địa lý:
- Phía đông giáp xã Yên Phong
- Phía tây giáp xã Yên Phú và xã Yên Trung
- Phía nam xã Yên Hùng
- Phía bắc giáp huyện Vĩnh Lộc và xã Yên Thọ.

Xã Yên Trường có diện tích 8,69 km², dân số là 7.662 người, mật độ dân số đạt 882 người/km².

## Lịch sử
Địa bàn xã Yên Trường hiện nay trước đây vốn là hai xã Yên Trường và Yên Bái.
Trước khi sáp nhập, xã Yên Bái có diện tích 5,07 km², dân số là 3.650 người, mật độ dân số đạt 720 người/km². Xã Yên Trường có diện tích 3,62 km², dân số là 4.012 người, mật độ dân số đạt 1.108 người/km².
Ngày 16 tháng 10 năm 2019, Ủy ban Thường vụ Quốc hội ban hành Nghị quyết số 786/NQ-UBTVQH14 về việc sắp xếp các đơn vị hành chính cấp xã thuộc tỉnh Thanh Hóa (nghị quyết có hiệu lực từ ngày 1 tháng 12 năm 2019). Theo đó, sáp nhập toàn bộ diện tích và dân số của xã Yên Bái vào xã Yên Trường.

## Di tích
- Đền Hổ Bái: là di tích lịch sử cấp quốc gia.